# عضوية المملكة المتحدة في الاتحاد الأوروبي
كانت المملكة المتحدة (إلى جانب إقليم ما وراء البحار البريطاني جبل طارق) دولة عضو في الاتحاد الأوروبي والمجموعات الأوروبية سابقًا- بشكل أساسي الجماعة الاقتصادية الأوروبية من 1 يناير عام 1973 حتى 31 يناير عام 2020. كانت المملكة المتحدة جارة مهمة ثم دولة عضو بارزة منذ تأسيس الجماعة الاقتصادية الأوروبية؛ وذلك حتى أنهى انسحاب بريطانيا من الاتحاد الأوروبي 47 عامًا (17196 يومًا) من العضوية. أُجري خلال الفترة التي كانت فيها المملكة المتحدة دولة عضو استفتاءين بشأن مسألة عضويتها، إذ عُقِد الاستفتاء الأول في 5 يونيو عام 1975، مما أدى إلى التصويت على البقاء في الجماعة الأوروبية، وعُقِد الثاني في  23يونيو عام 2016 والذي أدى إلى التصويت لمغادرة الاتحاد الأوروبي.

## التاريخ

### من الاستفتاء ألى معاهدة ماستريخت (1975-1992)
اختارت المملكة المتحدة الخروج من النظام النقدي الأوروبي المشكل حديثًا في عام 1979، والذي كان سببًا لإنشاء عملة اليورو.
نفّذ حزب العمال المعارض حملته الانتخابية في انتخابات عام 1983 العامة، وذلك بناءً على التزام بالانسحاب من الجماعة الاقتصادية الأوروبية بدون استفتاء. هُزم الحزب بشدة، وأعيد انتخاب حكومة مارغريت ثاتشر المحافظة. غير حزب العمل سياسته بعد ذلك.
صدقت المملكة المتحدة على القانون الأوروبي الموحد -أول مراجعة رئيسية لاتفاقية روما- بدون استفتاء بدعم كامل من حكومة ثاتشر في عام 1985.
انضمت المملكة المتحدة إلى نظام آلية سعر الصرف الأوروبي في أكتوبر عام 1990، تحت الحكم المحافظ لمارغريت ثاتشر، مع ربط سعر صرف الجنيه الإسترليني الثابت بمجموعة من ثماني عملات أوروبية أخرى.

### معاهدة ماستريخت وحزب الاستفتاء
استقالت ثاتشر من منصبها كرئيسة للوزراء في نوفمبر عام 1990، وذلك خلال حدوث انقسامات داخل حزب المحافظين، والتي نتجت جزئيًا عن وجهات نظرها الشكوكية الأوروبية المتزايدة. أُجبِرت المملكة المتحدة على الانسحاب من نظام آلية سعر الصرف الأوروبي في سبتمبر عام 1992؛ وذلك بعد تعرض الجنيه الإسترليني لضغوط من جانب مضاربي العملات (وهي مجموعة من الأحداث تُعرف باسم الأربعاء الأسود). قُدِّرت التكلفة الناتجة على دافعي الضرائب في المملكة المتحدة بأكثر من 3 مليارات جنيه إسترليني.
تغير اسم الجماعات الأوروبية إلى الاتحاد الأوروبي نتيجة لمعاهدة ماستريخت في 1 نوفمبر عام 1993. يعكس الاسم الجديد تطور المنظمة من اتحاد اقتصادي إلى اتحاد سياسي. أصبحت معاهدة ماستريخت تُعرف الآن، في شكل محدث، بمعاهدة الاتحاد الأوروبي (2007)، وذلك نتيجة لمعاهدة لشبونة التي دخلت حيز التنفيذ في 1 ديسمبر عام 2009، وأصبحت معاهدة روما تُعرف الآن، في شكل محدث، بمعاهدة عمل الاتحاد الأوروبي (2007).
شكل السير جيمس غولدسميث حزب الاستفتاء في عام 1994 لخوض الانتخابات العامة لعام 1997؛ وذلك على أساس شرط إجراء استفتاء على عضوية المملكة المتحدة في الاتحاد الأوروبي. قدم الحزب مرشحين في 547 دائرة انتخابية في تلك الانتخابات، وحاز على 810,860 صوتًا أو 2.6% من إجمالي الأصوات المدلى بها. فشل في الفوز بمقعد برلماني واحد بسبب انتشار تصويته في جميع أنحاء البلاد، وخسر ودائعه (بتمويل من غولدسميث) في 505 دائرة انتخابية.

### دور حزب استقلال المملكة المتحدة (1993-2016)
تشكل حزب استقلال المملكة المتحدة، وهو حزب سياسي شكوكي أوروبي، في عام 1993. حقق المركز الثالث في المملكة المتحدة خلال الانتخابات الأوروبية لعام 2004، والمركز الثاني في الانتخابات الأوروبية لعام 2009 والمركز الأول في الانتخابات الأوروبية لعام 2014، مع 27.5% من إجمالي الأصوات. كانت هذه المرة الأولى منذ الانتخابات العامة لعام 1910 التي يحصل فيها أي حزب عدا حزب العامل أو حزب المحافظين على أكبر حصة من الأصوات في انتخابات على مستوى البلاد. وُثِّق النجاح الانتخابي للحزب في الانتخابات الأوروبية لعام 2014 كأقوى ارتباط لدعم حملة المغادرة في استفتاء عام 2016.
فاز الحزب مرتين في الانتخابات الفرعية في عام 2014، وذلك نتيجة انشقاق نواب محافظين، وحصل على 12.6% من إجمالي الأصوات في الانتخابات العامة لعام 2015، وحصل على أحد المقعدين الفائزين في عام 2014.

### الجدل حول المحكمة الأوروبية لحقوق الإنسان في عام 2013
صيغت الاتفاقية الأوروبية لحقوق الإنسان في عام 1950، وأُنشِئت محكمتها في عام 1953. تلتزم مؤسسات الاتحاد الأوروبي بموجب المادة 6 من معاهدة نيس باحترام حقوق الإنسان بموجب الاتفاقية، علاوة على قانون المملكة المتحدة مثلًا. تعرضت المحكمة لانتقادات خاصة داخل حزب المحافظين لحكمها لصالح حصول السجناء البريطانيين على حق التصويت. دعت وزيرة الداخلية آنذاك، تيريزا ماي، المملكة المتحدة أثناء الاستفتاء لمغادرة المحكمة الأوروبية لحقوق الإنسان.
لا تُعتبر الاتفاقية الأوروبية لحقوق الإنسان أو محكمتها جزءًا من الاتحاد الأوروبي بشكل رسمي، وليست مرتبطة بمحكمة العدل التابعة للاتحاد الأوروبي. صاغ مجلس أوروبا الاتفاقية الأوروبية لحقوق الإنسان، والمحكمة الأوروبية لحقوق الإنسان التي تُعد جزءًا منها، والذي كانت المملكة المتحدة عضوًا مؤسسًا فيه في عام 1949. كانت المملكة المتحدة من الدول الموقعة المستقلة على الاتفاقية الأوروبية لحقوق الإنسان في عام 1951؛ وذلك قبل 21 عامًا من انضمامها إلى المفوضية الأوروبية/الاتحاد الأوروبي. إن المحكمة الأوروبية لحقوق الإنسان (وهي المحكمة التي أسستها الاتفاقية الأوروبية لحقوق الإنسان) ليس لها سيادة دستورية على مختلف الهيئات القضائية في الدول الأوروبية. تحاول محكمة العدل الأوروبية (وهي المحكمة التي أسستها معاهدة عمل الاتحاد الأوروبي) في الواقع اتباع الاتفاقية الأوروبية لحقوق الإنسان والأحكام/الآراء الصادرة عن المحكمة الأوروبية لحقوق الإنسان.

### الشكوكية الأوروبية (1993-2016)
عرّف البروفيسور جون كيرتس من جامعة ستراثكلايد الشكوكية الأوروبية في تحليل إحصائي نُشر في أبريل عام 2016 بأنها الرغبة في إنهاء أو تقليص سلطات الاتحاد الأوروبي؛ وذلك على عكس الأوروبفيل وهي الرغبة في الحفاظ على سلطات الاتحاد الأوروبي أو زيادتها. تُظهر استطلاعات المواقف الاجتماعية البريطانية وفقًا لهذا التعريف زيادة في الشكوكية الأوروبية من 38% (في عام 1993) إلى 65% (في عام 2015). لا ينبغي الخلط بين الشكوكية الأوروبية والرغبة في مغادرة الاتحاد الأوروبي. أظهر استطلاع المواقف الاجتماعية البريطانية للفترة من يوليو إلى نوفمبر عام 2015 تأييد 60% من الناس خيار «الاستمرار كعضو في الاتحاد الأوروبي»، وتأييد 30% فقط خيار «الانسحاب».
حظيت وجهات النظر المؤيدة والمناهضة لأوروبا بدعم الأغلبية في أوقات مختلفة منذ عام 1977؛ وذلك مع بعض التقلبات الدراماتيكية بين المعسكرين. فضل ثلثا الناخبين البريطانيين استمرار عضوية الجماعة الاقتصادية الأوروبية في استفتاء عضوية الجماعة الأوروبية في المملكة المتحدة لعام 1975. كان أكبر رفض للعضوية على الإطلاق في عام 1980، وهو أول عام كامل من ولاية رئيسة الوزراء مارغريت ثاتشر، إذ عارض 65% العضوية وأيدها 26% فقط.
حافظ أولئك الذين يفضلون الجماعة الاقتصادية الأوروبية على تقدمهم في استطلاعات الرأي؛ وذلك بعد أن تفاوضت ثاتشر على خصم المملكة المتحدة لمدفوعات العضوية البريطانية في عام 1984، باستثناء عام 2000، عندما كان رئيس الوزراء توني بلير يهدف إلى تكامل أوثق مع الاتحاد الأوروبي، بما في ذلك اعتماد عملة اليورو، وفي حوالي عام 2011، عندما أصبحت الهجرة إلى المملكة المتحدة ملحوظة بشكل متزايد. صوتت الأغلبية الواضحة لصالح البقاء في الاتحاد الأوروبي في أواخر ديسمبر عام 2015 وفقًا لمؤسسة استطلاع الرأي سافانتا كومريس؛ ولكن مع تحذير من أن نوايا الناخبين ستتأثر بشكل كبير بنتائج مفاوضات رئيس الوزراء ديفيد كاميرون الجارية لإصلاح الاتحاد الأوروبي؛ وخاصة فيما يتعلق بمسألتي «ضمانات الدول غير الأعضاء في منطقة اليورو» و«الهجرة».